# 1309
1309 (MCCCIX) je bilo navadno leto, ki se je po julijanskem koledarju začelo na sredo.

## Dogodki

### Avignonsko papeštvo
- 2. februar - Začetek papeškega sodnega procesa proti templarjem, ki traja dve leti do sklica Koncila v Vienneju (1311). Veliki mojster templarjev Jacques de Molay ponovno zanika priznanje, ki je bilo izsiljeno z mučenjem.
- 9. marec - Začetek ti. avignonskega papeštva (1309→1377): glede na dejstvo, da se že celoten pontifikat nahaja v Franciji, papež Klemen V. papež preseli Sveti sedež iz Rima v Avignon.[1] Sledi 67 let dolgo obdobje stolovanja v Avignonu, vsi papeži v tem obdobju pa so Francozi.

- - Upravljanje Papeške države zaupa trem kardinalom, Rim pa je prepuščen na milost in nemilost lokalnim plemiškim družinam, ki se spopadejo med sabo.
- Križarska vojna proti Benečanom: istega leta se papeška vojska med osvajanjem Ferrare zaplete v spopade z Benečani. Papež Klemen V. razglasi križarsko vojno proti Benečanom in izobči vse Benečane. Benečani, ki se nahajajo v Franciji so v nevarnosti, saj jih lahko prodajo za sužnje. Ukrepi nimajo večjega efekta in Benečani svoje izobčenje mirno prebolijo.

### Rekonkvista
- 24. april -  Papež Klemen V. izda bulo Indesinentis cure, s katero razglasi križarsko vojno proti Granadskemu emiratu.
- 27. julij - Začetek obleganja Algecirasa 1309-10, rekonkvista: spopad za strateško pristaniško mesto ob Giblartarski ožini med kastiljsko vojsko pod vodstvom kralja Ferdinanda IV. in vojsko granadskega emirata pod vodstvom novega emirja Nasrja, ki je v tem letu odstavil brata Muhamada III.
- 15. avgust - Po dogovoru aragonski kralj Jakob II. napade Granadski emirat z vzhoda in začne oblegati Almerijo.
- 12. september -  Kralj Ferdinand IV. osvoji strateško pečino Gibraltar izpod maroških Marinidov. 1333 ↔
- oktober - Kastiljski princ Ivan Kastiljski dezertira s še 500 vitezi zaradi slabih razmer v kastiljskem taboru. Ferdinand IV. je na robu bankrota, plačila vojski izostajajo, a kljub temu nadaljuje z obleganjem. 1310 ↔

### Ostalo
- 6. januar - Aachen: kronanje Henrika VII. Luksemburškega za nemškega kralja.[2]
- marec - St. Andrews, Škotska: zasedanje prvega škotskega parlamenta (kralju zvesti plemiči in Cerkev). Na enem od naslednjih zasedanj je Robert Bruce potrjen za kralja Škotske. Podpora Cerkve ima velik pomen, saj je še vedno izobčen. Večina utrdb na Škotskem je še vedno pod oblastjo Angležev.
- 19. februar - Umrlega vojvodo Pomeranije Bogislava IV. nasledi sin Vartislav IV.
- 5. maj - Umre neapeljski kralj[3] Karel II. iz neapeljske hiše Anžujcev. V Kraljevini Neapelj[4] umrlega nasledi najstarejši sin Robert.
- 16. julij - Škotska: po smrti Jamesa Stewarta, 5. High Stewarda, plemiški naziv High Stewart podeduje njegov sin Walter Stewart.
- 15. avgust - Red vitezov hospitalcev osvoji otok Rodos, sosednje manjše otoke in še dve pristaniški mesti ob bližnji obali Male Azije. Preimenujejo se v Viteze Rodosa.
- 27. november - Umrlega mejnega grofa Brandenburg-Stendala Otona IV., ki umre brez otrok, nasledi bratranec Valdemar.
- Po smrti genovskega voditelja Gvelfov Francesca Grimaldija utrjeno monaško pečino nasledi Rainer I.
- Viteški red križnikov prestavi svoj sedež iz Benetk v Marienburg (pol. Zamek w Malborku)
- Balkanski polotok: razbojniška Katalonska združba se znajde na udaru bizantinske vojske, ki jo vodi general Handren, in se umakne v Tesalijo. 1310 ↔
- Čagatajski kanat: prisilna islamizacija prebivalstva odnese nesojenega kana Talikuja. Mongolsko plemstvo udari nazaj in nastavi za novega kana Kebeka, sina umrlega kana Duve. 1310 ↔
- Puč v Egiptu: egiptovski mameluški sultan An-Nasir Muhamed zasluti zaroto in se predčasno umakne iz Egipta v trdnjavo Al-Karak. Novi sultan postane Bajbars II., ki nadzoruje samo Egipt, medtem ko se an-Nasir iz Keraka pripravlja na protiudar. 1310 ↔
- Indonezija: umrlega prvega maharadžo indonezijskega hindujskega Madčapahitskega cesarstva Raden Vidžajo nasledi sin Džajanegara. 1328 ↔

## Rojstva
- 9. junij - Rupert I., nemški volilni knez, pfalški grof († 1390)

Neznan datum
- Aldona Litvanska, poljska kraljica († 1339)
- Guigues VIII. Viennoiški, dofen Vienneja, grof Albona, Grenobla, Briançona († 1333)
- Ivan II. Hohenzollern, mestni grof Nürenberga († 1357)
- Konrad iz Megenberga,  nemški naravoslovec († 1374)
- Leon IV., kralj Kilikijske Armenije († 1341)
- Umur Bej, turški vladar Aydina († 1348)

## Smrti
- 4. januar - Angela Folinjska, italijanska frančiškanska mistikinja, svetnica (* 1248)
- 19. februar[5] - Bogislav IV., vojvoda Pomeranije
- 5. maj - Karel II. Anžujski, neapeljski kralj (* 1254)
- 16. julij - James Stewart, škotski plemič, 5. High Steward
- 27. november - Oton IV., mejni grof Brandenburg-Stendala (* 1238)

Neznan datum
- Bajan, kan Bele horde (* ni znano)
- Francesco Grimaldi, genovski voditelj gvelfov, ustanovitelj Monaka
- Godefroid iz Fontainesa, belgijski teolog in filozof (* 1250)
- Grifina Hališka, velika vojvodinja-žena Poljske (* okoli 1248)
- Jakob od Svetega Jurija, angleški arhitekt in kamnosek (* 1230)
- Lovato Lovati, italijanski notar, pesnik (* 1240)
- Maffeo Polo, beneški trgovec, raziskovalec